# Adıyaman
Adıyaman – miasto i dystrykt w Turcji, w prowincji Adıyaman.
Według danych na rok 2014 Adıyaman zamieszkiwało 283 556 osób.